# Дубинин, Ефим Иванович
Ефи́м Ива́нович Дуби́нин (1914—1988) — старшина Советской Армии, участник Великой Отечественной войны, Герой Советского Союза (1944).

## Биография
Родился 23 августа 1914 года в деревне Кокузово Туринского уезда Тобольской губернии (ныне — Туринский городской округ Свердловской области) в крестьянской семье. После окончания сельской школы работал в колхозе.
В 1937—1940 годах проходил службу в Рабоче-крестьянской Красной Армии. Участвовал в советско-финской войне.
В 1941 году повторно был призван в армию. С июня того же года — на фронтах Великой Отечественной войны. К октябрю 1943 года старший сержант Ефим Дубинин командовал орудием 1666-го истребительно-противотанкового артиллерийского полка 38-й армии 1-го Украинского фронта. Отличился во время битвы за Днепр.
В октябре 1943 года вместе со своим расчётом одним из первых в полку переправился через Днепр в районе села Вышгород Киевской области Украинской ССР и принял активное участие в отражении трёх немецких контратак. 3 ноября расчёт, действуя в передовом отряде, принял участие в бою за станцию Святошино и уничтожил три немецких танка и одно самоходное орудие.
Указом Президиума Верховного Совета СССР «О присвоении звания Героя Советского Союза генералам, офицерскому, сержантскому и рядовому составу Красной Армии» от 10 января 1944 года за «образцовое выполнение боевых заданий командования на фронте борьбы с немецко-фашистскими захватчиками и проявленные при этом отвагу и геройство» был удостоен высокого звания Героя Советского Союза с вручением ордена Ленина и медали «Золотая Звезда».
В 1946 году был демобилизован в звании страшина. Проживал и работал в родном селе.
Умер 8 декабря 1988 года. Похоронен на кладбище села Шухруповское Туринского городского округа Свердловской области.
Был также награждён орденами Отечественной войны 1-й (06.04.1985) и 2-й (07.11.1943) степеней, Славы 3-й степени (30.04.1944), рядом медалей, в том числе «За отвагу» (10.08.1943), «За боевые заслуги» (29.12.1942), «За победу над Германией в Великой Отечественной войне 1941—1945 гг.» (09.05.1945).